# Música Popular Contemporánea de la Ciudad de Buenos Aires Volumen 1
Música Popular Contemporánea de la Ciudad de Buenos Aires Volumen 1 es un álbum de estudio por el bandoneonista de tango argentino Astor Piazzolla y su Conjunto 9, grabado y editado en Argentina en 1971 por el sello RCA Victor.

## Historia
El nacimiento del Conjunto 9 tuvo que ver con un contrato con la Municipalidad de Buenos Aires, que fijaba un mínimo de actuaciones en teatros de la ciudad, en particular el San Martín y el Centro Cultural anexo, y en algunas salas del interior. El gobierno municipal también facilitó una serie de conciertos. El rock progresivo que ya en 1970 había comenzado a circular por Buenos Aires, se basaba en la adición de secciones mucho más que en los desarrollos temáticos. Era usual que un tema de más de diez minutos comenzara de una manera, proseguía de otra, y terminaba de una forma diferente. Los temas compuestos por el Conjunto 9 -que la palabra 'conjunto' era propio del rock en ese momento, algo que probablemente era buscado- compartían esas características, mientras que las incorporaciones clásicas como «Adiós Nonino», fueron arregladas para tal efecto.
El Noneto fue una ampliación del Quinteto, lo que hacía el Noneto era completar el cuarteto de cuerdas clásico, con un segundo violín, Hugo Baralis, una viola, Nestor Panik, y un violoncelo, José Bragato, el contrabajo cumplía un papel diferenciado, además de la adicción de batería por José Corriale, quien ya había tocado para María de Buenos Aires. Aunque el sonido del grupo está entre los mejores logrados por Piazzolla, como en caso de los pasajes en «Tristezas de un doble A», lo cierto es que Piazzolla no cambio su escritura ni instrumentos, las cuerdas, salvo el violín y algún tema ocasional asignado al violoncelo, funcionan en bloque. El trabajo de Piazzolla consistió en el arreglador que repartía voces para un nuevo instrumental que el del compositor. Se mostró en este periodo una tendencia al reciclaje de pasajes propios, como fue el caso de la introducción utilizada en las versiones en vivo de «Adiós Nonino» que formaría parte a la vez de «Vardarito» y dio píe a la canción «Los pájaros perdidos». El clasismo de las cuerdas del Conjunto 9 estuvo en las antípodas del bajo eléctrico y órgano Hammond de lo que vendría más adelante en su periodo italiano con Libertango. Tanto la formación del Conjunto 9 como lo que vendría más adelante se entiende como un agotamiento del formato de Quinteto, el mismo Piazzolla dijo en esos años que el Quinteto era su grupo amado, pero que el público le pedía otra cosa. En ocasiones especiales volvería a armar su Quinteto, pero marcaría la primera vez que Piazzolla usó músicos diferentes para grabar y tocar en vivo, ya que en la búsqueda de estar al día comenzó a buscar nuevos sesionistas para grabar en el estudio.
El 1973 marcaría el segundo año para el Noneto, pero la financiación por parte de la Municipalidad de Buenos Aires se terminó como consecuencia del 1973 turbulento para la Argentina con un cambio de gobierno. A comienzos del citado año Piazzolla grabó Música Popular Contemporánea de la Ciudad de Buenos Aires Volumen 2 pero comenzó a volver a actuar con el quinteto, según confesó el músico en su momento, tenía un bloqueo creativo: «una especie de psicosis, de miedo, de anulación».

## Lanzamiento y publicaciones
El álbum fue editado originalmente por RCA Víctor en sonido estereofónico en Argentina en 1971, al año siguiente fue editado por el sello en Brasil (con una portada ligeramente diferente, pero usado la misma fotografía), Venezuela y se reedito en Argentina en sonido monofónico. En Italia se editó en dos ocasiones, en 1973 y 1977 por los sellos Analogy y Eleven respectivamente. RCA lo reeditó en CD por primera vez en Argentina y Europa en 2005 en el marco de las «ediciones críticas» de los álbumes de Astor Piazzolla, en Japón tal reedición hizo su aparición en 2008. En 2018 se editó en disco de vinilo por RCA/Sony en Argentina.

## Lista de temas
Todas las canciones escritas y compuestas por Astor Piazzolla. 
| Lado A |                          |          |  |
| N.º    | Título                   | Duración |  |
| 1.     | «Tristeza de un Doble A» | 7:10     |  |
| 2.     | «Zum»                    | 5:27     |  |
| 3.     | «Homenaje a Córdoba»     | 7:06     |  |

| Lado B |                  |          |  |
| N.º    | Título           | Duración |  |
| 1.     | «Preludio 9»     | 7:25     |  |
| 2.     | «Divertimento 9» | 5:37     |  |
| 3.     | «Fuga 9»         | 3:00     |  |
| 4.     | «En 3 X 4»       | 3:17     |  |

## Créditos
- Astor Piazzolla - bandoneón, arreglos y dirección
- José Bragato - violonchelo
- Enrique Kicho Díaz - contrabajo
- Oscar López Ruiz - guitarra eléctrica
- José Correale - percusión
- Osvaldo Manzi - piano
- Néstor Panik - viola
- Antonio Agri, Hugo Baralis - violín